# Gerhard Ertl

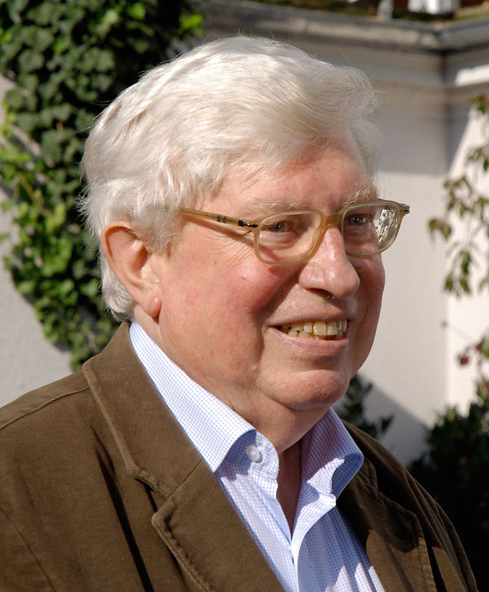
Gerhard Ertl (2007)

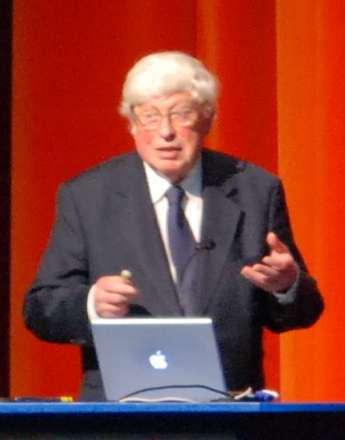
Ertl bei einem Vortrag (2008)

Gerhard Ludwig Ertl (* 10. Oktober 1936 in Stuttgart) ist ein deutscher Physiker und Oberflächenchemiker, der die Entwicklung des Gebietes der Oberflächenchemie maßgeblich beeinflusst hat. Von 1986 bis 2004 war er Direktor der Abteilung Physikalische Chemie des Fritz-Haber-Institutes in Berlin. Im Jahr 2007 wurde ihm der Nobelpreis für Chemie zuerkannt.

## Leben
Gerhard Ertl wurde in Bad Cannstatt, einem Stadtteil von Stuttgart, geboren. Kurz vor dem Ende seiner Grundschulzeit zog seine Familie in das etwa fünf Kilometer entfernte Fellbach. Von dort aus besuchte er bis zum Abitur das Johannes-Kepler-Gymnasium in Bad Cannstatt.
1955 begann Gerhard Ertl sein Physikstudium an der Universität Stuttgart. Bereits während seines Studiums sammelte er in zwei kurzen Aufenthalten Erfahrungen an anderen Universitäten, 1957/58 an der Sorbonne in Paris und 1958/59 an der Ludwig-Maximilians-Universität in München. 1961 bekam er sein Physik-Diplom; seine Arbeit mit dem Titel „Eine Temperatursprungmethode zur Untersuchung schneller Dissoziationsreaktionen mit Hilfe eines Mikrowellenimpulses“ wurde von Heinz Gerischer betreut, der damals am Max-Planck-Institut für Metallforschung in Stuttgart arbeitete. 1962 ging Gerhard Ertl mit Heinz Gerischer nach München, der dort eine Professur an der Technischen Universität angenommen hatte, und arbeitete bei diesem bis 1965 auf dem Gebiet der physikalischen Chemie an seiner Dissertation „Über die Kinetik der katalytischen Oxidation von Wasserstoff an Germanium-Einkristallen“.
Gerhard Ertl blieb an der TU München und habilitierte sich mit der „Untersuchung von Oberflächenstrukturen und -reaktionen mittels Beugung langsamer Elektronen“ innerhalb von nur zwei Jahren. Als Privatdozent arbeitete er bis 1968 in München. Im selben Jahr folgte er einem Ruf an die Universität Hannover und übernahm einen der beiden Lehrstühle am Institut für Physikalische Chemie und Elektrochemie. Im Jahr 1973 kehrte er nach München zurück und wurde als Nachfolger von Georg-Maria Schwab Professor am Institut für Physikalische Chemie der Ludwig-Maximilians-Universität.
In den folgenden Jahren übernahm er mehrfach Gastprofessuren in den USA: 1976/77 am Caltech in Pasadena, 1979 an der University of Wisconsin in Milwaukee und 1981/82 an der University of California in Berkeley. 1986 wurde er Nachfolger seines ehemaligen Lehrers Heinz Gerischer als Direktor der Abteilung Physikalische Chemie am Fritz-Haber-Institut der Max-Planck-Gesellschaft in Berlin. Außerdem wurde er zum Honorarprofessor der Freien Universität sowie der Technischen Universität ernannt. 1996 wurde er Honorarprofessor der Humboldt-Universität. Ertl ist Mitglied des Hochschulrates der Technischen Universität Darmstadt.
Gerhard Ertl ist Mitherausgeber von fünf Fachzeitschriften auf dem Gebiet der physikalischen und speziell der Oberflächenchemie und Mitglied des Editorial Boards (Herausgebergremium) von neun internationalen Zeitschriften, darunter „Angewandte Chemie“ und „Science“. Er engagiert sich in der Gesellschaft Deutscher Naturforscher und Ärzte (GDNÄ) und der Gesellschaft Deutscher Chemiker GDCh. Von 1995 bis 2001 war er Vizepräsident der Deutschen Forschungsgemeinschaft (DFG).
Ertl bekennt sich als gläubiger Christ und Bibelleser.

## Leistungen
Für sein Habilitationsprojekt war Gerhard Ertl eine der ersten in Deutschland kommerziell erhältlichen LEED-Apparaturen zur Untersuchung von Oberflächen mittels der Beugung langsamer Elektronen bewilligt worden. So konnte er das Gebiet der Oberflächenchemie in Deutschland begründen. Seine erste bahnbrechende Veröffentlichung erschien bereits 1966 in der Zeitschrift „Surface Science“, deren Mitherausgeber er von 1977 bis 1986 war. Sie behandelte Oberflächenstrukturen und -reaktionen von Kupfer-Einkristallen.
Gerhard Ertl beschäftigte sich weiterhin mit dem Studium elementarer Schritte chemischer Oberflächenreaktionen und der Struktur von Adsorbaten. Anfangs handelte es sich um Reaktionen kleiner Moleküle mit den Oberflächen von Metallen und Legierungen. Sehr intensiv beschäftigte er sich mit der Oxidation von Kohlenstoffmonoxid (CO) zu Kohlenstoffdioxid (CO2) an Einkristalloberflächen, bei welcher Oszillationen in der Geschwindigkeit der CO2-Produktion auftreten. Ziel seiner Untersuchungen war stets das Verständnis von Mechanismen in der heterogenen Katalyse. Einen Höhepunkt dieser Bemühungen bildete eine Reihe von Veröffentlichungen zum Mechanismus der Ammoniaksynthese in den 1970er-Jahren. Das Verständnis dieses Mechanismus war seit Entdeckung des technisch und wirtschaftlich bedeutsamen Prozesses 1905 durch Fritz Haber ein begehrtes Forschungsobjekt gewesen.
Gerhard Ertl blieb stets auf der Höhe der Zeit. Bereits kurz nach der Beschreibung des Rastertunnelmikroskopes durch Gerd Binnig und Heinrich Rohrer 1982 beschaffte er diese Technik für seine Gruppe und ermöglichte so die Sichtbarmachung von Diffusionsprozessen. Die Verwendung der Femtosekundenlasertechnologie erlaubte die Erforschung ultraschneller Oberflächenprozesse.
Neben der Grundlagenforschung an Modellkatalysatoren hatte Gerhard Ertl stets ein Interesse an realen Katalysatoren. Zusammen mit Helmut Knözinger und Jens Weitkamp hat er eine fünfbändige Enzyklopädie zum Thema „Heterogene Katalyse“ (Handbook of Heterogeneous Catalysis) herausgegeben, die zu einem Standardwerk auf diesem Gebiet wurde.

## Ehrungen und Auszeichnungen
- Mitglied der Deutschen Akademie der Naturforscher Leopoldina (seit 1986),[2] der Berlin-Brandenburgischen Akademie der Wissenschaften und der Academia Europaea.
- Korrespondierendes Mitglied der Braunschweigischen Wissenschaftlichen Gesellschaft, der Österreichischen Akademie der Wissenschaften (ÖAW), der Bayerischen Akademie der Wissenschaften (BADW) und der Nordrhein-Westfälischen Akademie der Wissenschaften und der Künste
- Auswärtiges Mitglied der National Academy of Sciences (seit 2002) und der Russischen Akademie der Wissenschaften (seit 2011)
- Honorarprofessuren an drei Berliner Universitäten
- mehrere Ehrendoktorentitel, unter anderem 1992 von der Ruhr-Universität Bochum, 2000 von der Westfälischen Wilhelms-Universität Münster, 2003 von der belgischen Katholieke Universiteit Leuven, 2008 von der TU München, der schwedischen Chalmers tekniska högskola sowie der dänischen Aarhus Universitet
- 1985 Carl-Friedrich-Gauß-Medaille der Braunschweigischen Wissenschaftlichen Gesellschaft
- 1985 Centenary Prize der Royal Society of Chemistry
- 1987 Liebig-Denkmünze der Gesellschaft Deutscher Chemiker
- 1990 erste Alwin-Mittasch-Medaille
- 1992 die Bunsen-Denkmünze der Deutschen Bunsen-Gesellschaft für Physikalische Chemie, deren Ehrenmitglied er 2006 wurde
- 1992 Japan-Preis und Großes Verdienstkreuz der Bundesrepublik Deutschland
- seit 1993 Ehrenmitglied der Royal Society of Edinburgh (RSE) und der American Academy of Arts and Sciences
- 1995 Medard W. Welch Award der American Vacuum Society (AVS)
- 10. Oktober 2007 wurde ihm der ungeteilte Nobelpreis für Chemie für seine „Studien von chemischen Prozessen auf Festkörperoberflächen“ zuerkannt[3]
- 27. November 2007 Auszeichnung mit dem Otto-Hahn-Preis
- 8. April 2008 erhielt er zusammen mit Peter Grünberg von Bundespräsident Horst Köhler das Große Verdienstkreuz mit Stern des Verdienstordens der Bundesrepublik Deutschland
- 26. April 2008 Verdienstmedaille des Landes Baden-Württemberg von Ministerpräsident Günther Oettinger
- 8. September 2008 die Ehrenmitgliedschaft der DECHEMA Gesellschaft für Chemische Technik und Biotechnologie e. V.
- 27. September 2008 erhielt die Integrierte Gesamtschule Sprendlingen im Landkreis Mainz-Bingen den Namen IGS Gerhard Ertl[4]
- 16. Dezember 2008 wurde ein Chemie-Gebäude der LMU München nach Gerhard Ertl benannt.[5]
- 4. Dezember 2009 die Würde einer Ehrenmitgliedschaft an der TU Berlin[6]
- 2008 wurde er am 29. Oktober zum Ehrenmitglied des Physikalischen Vereins ernannt.[7]
- 2010 Aufnahme in die Päpstliche Akademie der Wissenschaften
- Im Oktober 2012 wurde das „Gerhard Ertl Center“ auf dem Campus Charlottenburg der TU Berlin eröffnet. Es ist das Hauptgebäude des Berliner Exzellenzclusters „Unifying Concepts in Catalysis“.[8]
- 2012 Ehrenmitglied der  Deutschen Physikalischen Gesellschaft.[9]
- 2014 Bayerischer Maximiliansorden für Wissenschaft und Kunst

## Werke

### Aufsätze (Auswahl)
- G. Ertl: Kinetik des Zerfalls von N2O an Germanium-Spaltflächen. Z. Phys. Chem. N. F. (Frankfurt) 50 (1966), S. 46–59.
- G. Ertl: Untersuchung von Oberflächenreaktionen an Kupfer mittels Beugung langsamer Elektronen (LEED). Teil I: Surf. Sci. 6 (1967), S. 208–232; Teil II: Surf. Sci. 7 (1967), S. 309–331.
- G. Ertl: Elementarprozesse an Gas/Metall-Grenzflächen. Angew. Chem. 88 (1976), S. 423–433.
- M. Grunze, F. Bozso, G. Ertl, M. Weiss: Interaction of ammonia with Fe(111) and Fe(100) surfaces. Appl. Surf. Sci. 2 (1978), S. 241–265.
- M. Weiss, G. Ertl, F. Nitschké: Adsorption and decomposition of ammonia on Fe(110). Appl. Surf. Sci. 2 (1979), S. 614–635.
- G. Ertl: Kinetics of chemical processes on well-defined surfaces. In: J.R. Anderson, M. Boudart (Hrsg.): Catalysis: Science and Technology. Bd. 4, Springer, Heidelberg 1983, S. 209–282.
- G. Ertl: Metal clusters and metal surfaces. In: L. Guczi, H. Knözinger, B.C. Gates (Hrsg.): Metal Clusters in Catalysis. Elsevier, Amsterdam 1986, S. 577–604.
- G. Ertl: Phasenumwandlung und Selbstorganization in chemischen Systemen. In: K. Hierholzer, H.-G. Wittmann (Hrsg.): Phasensprünge und Stetigkeit in der natürlichen und kulturellen Welt. Wiss. Verlagsges., Stuttgart 1988, S. 237–255.
- G. Ertl: The oscillatory catalytic oxidation of carbon monoxide on platinum surfaces. In: P. Gray, G. Nicolis, F. Baras, P. Borckmans, S.K. Scott (Hrsg.): Spatial Inhomogeneities and Transient BehaVior in Chemical Kinetics. Manchester University Press, Manchester 1990, S. 6565–6579.
- G. Ertl: Elementary steps in ammonia synthesis: The surface science approach. In: J.R. Jennings (Hrsg.): Catalytic Ammonia Synthesis: Fundamentals and Practice. Plenum Press, New York 1991, S. 109–132.
- G. Ertl: Heterogene Katalyse: Von Goethe zur „kalten“ Fusion. In: Generalverwaltung der MPG (Hrsg.): Max-Planck-Gesellschaft Jahrbuch 1990. Vandenhoeck & Ruprecht, Göttingen 1990, S. 36–49.
- G. Ertl: Oscillatory kinetics and spatio-temporal selforganization in reactions at solid surfaces. Science 254 (1991), 1750–1755.
- G. Ertl: Grenzen naturwissenschaftlicher Voraussagbarkeit. In: Ruprecht-Karls-Universität Heidelberg (Hrsg.): Grenzen erkennen – Grenzen setzen? Studium Generale Sommersemester 1994. Universitätsverlag C. Winter – Programm „Heidelberger Verlagsanstalt“, 1995, S. 63–68.
- G. Ertl: Was die Welt im Innersten zusammenhält – 50 Jahre Erforschung der unbelebten, irdischen Natur in der Max-Planck-Gesellschaft. In: Forschung an den Grenzen des Wissens. 50 Jahre Max-Planck-Gesellschaft. 1948–1998. Vandenhoeck & Ruprecht, Göttingen 1998, S. 93–109.
- G. Ertl: Heterogeneous catalysis: from „black art“ to atomic understanding. In: E. Keinan, I. Schechter (Hrsg.): Chemistry for the 21st Century. Wiley-VCH, Weinheim-New York 2001, S. 54–69.
- G. Ertl: Ammonia Synthesis – Heterogeneous. In: I.T. Horváth (Hrsg.): Encyclopedia of Catalysis. Bd. 1, John Wiley & Sons, Hoboken/NJ 2003, S. 329–352, ISBN 0-471-24183-0.

### Monografien
- G. Ertl, J. Soentgen (Hrsg.): N. Stickstoff – ein Element schreibt Weltgeschichte. Oekom Verlag, München 2015, ISBN 978-3-86581-736-5
- G. Ertl, J. Küppers: Low Energy Electrons and Surface Chemistry. 2. vollst. überarb. Auflage. Verlag Chemie, Weinheim 1985 (1. Auflage 1974), ISBN 3-527-26056-0.
- T. N. Rhodin, G. Ertl (Hrsg.): The Nature of the Surface Chemical Bond. North Holland, Amsterdam 1979.
- H. P. Bonzel, A. M. Bradshaw, G. Ertl (Hrsg.): Physics and Chemistry of Alkali Metal Adsorption. Elsevier, Amsterdam 1989.
- G. Ertl, H. Knözinger, J. Weitkamp (Hrsg.): Handbook of Heterogeneous Catalysis. Bd. 1–5. Wiley-VCH, Weinheim 1997, ISBN 3-527-29212-8.
- G. Ertl, H. Knözinger, J. Weitkamp (Hrsg.): Environmental Catalysis. Wiley-VCH, New York-Weinheim 1999, ISBN 3-527-29827-4.
- G. Ertl, H. Knözinger, J. Weitkamp (Hrsg.): Preparation of Solid Catalysts. Wiley-VCH, New York-Weinheim 1999, ISBN 3-527-29826-6.
- Gerhard Ertl: Mein Leben mit der Wissenschaft. GNT-Verlag, Berlin 2021, ISBN 978-3-86225-126-1.
- Gerhard Ertl: My Life with Science (extended English edition). GNT-Verlag, Berlin 2023, ISBN 978-3-86225-131-5.